# Odd Lundberg
Odd Harald Lundberg (3. října 1917 Brandbu – 8. března 1983 Oslo) byl norský rychlobruslař.
V roce 1936 startoval na norském juniorském šampionátu, prvních seniorských závodů se zúčastnil v roce 1940. Na velkých mezinárodních akcí se poprvé objevil v roce 1946, kdy zvítězil na neoficiálním Mistrovství světa, o rok později byl na světovém šampionátu šestnáctý. Největších úspěchů dosáhl krátce poté. Ze Zimních olympijských her 1948 si přivezl stříbrnou (5000 m) a bronzovou (1500 m) medaili, kromě toho byl sedmý na trati 10 000 m. Tentýž rok také vybojoval bronz na Mistrovství Evropy a zlato na Mistrovství světa. Další dva cenné kovy, bronz a stříbro, přidal do své sbírky na světových šampionátech 1949 a 1950. V následujícím desetiletí již startoval pouze v místních závodech, poslední start absolvoval v roce 1961 na norském mistrovství.